# Mikael Uhre
Mikael Uhre (ur. 30 września 1994 w Ribe) – duński piłkarz grający na pozycji napastnika. Od 2022 roku zawodnik Philadelphia Union.

## Kariera klubowa
Uhre występował w młodzieżowych drużynach Grindsted GIF, Skovlund IF oraz SønderjyskE Fodbold. W 2013 został zawodnikiem pierwszego zespołu SønderjyskE. W Superligaen zadebiutował 28 marca 2013 w wygranym 5:0 spotkaniu z Silkeborg IF. Pierwszą bramkę w tych rozgrywkach zdobył 28 marca 2014 w zremisowanym 2:2 meczu z Odense Boldklub. 15 sierpnia 2014 został wypożyczony na pół roku do Skive IK, natomiast w lipcu 2015 przeszedł definitywnie do tego zespołu. Latem 2016 powrócił do SønderjyskE, natomiast dwa lata później został zawodnikiem Brøndby IF. W barwach tej drużyny zadebiutował 16 lipca 2018 w spotkaniu z Randers FC (2:0). W sezonie 2020/21 wywalczył wraz z Brøndby mistrzostwo Danii. W tym sezonie został również królem strzelców Superligaen z wynikiem 19 goli. 27 stycznia 2022 przeszedł do Philadelphia Union za 2,8 mln dolarów, co dla amerykańskiego zespołu było najdroższym transferem w historii klubu.

## Kariera reprezentacyjna
27 marca 2017 Uhre wystąpił w przegranym 0:4 meczu towarzyskim z Anglią w barwach reprezentacji Danii U-21. Był to jedyny występ zawodnika w młodzieżowych kadrach Danii. W pierwszej reprezentacji zadebiutował 15 listopada 2021 w przegranym 0:2 spotkaniu eliminacji do Mistrzostw Świata 2022 ze Szkocją.

## Sukcesy
Brøndby IF
- Mistrzostwo Danii: 2020/21
- Król strzelców Superligaen: 2020/21 (19 goli)